# 少女時代-テティソ
少女時代-テティソ（しょうじょじだい-テティソ、朝鮮語: 소녀시대-태티서、英語: Girls' Generation-TTS）は、韓国のガールズグループ少女時代のサブユニットである。少女時代のメンバーであるテヨン、ティファニー、ソヒョンの3人で構成されている。SMエンタテインメント所属。2012年5月2日にミニアルバムの『Twinkle』デビューし、2017年まで活動していた。

## 概要
ユニット名「テティソ」は、テヨン、ティファニー、ソヒョンそれぞれの頭文字を掛け合わせたもので、3人で番組に出演する際、常にスケジュール表に「テティソ」と書いてあったことに由来する。
結成の理由について、メンバーは「演技に興味があるメンバーは演技（ドラマ）をやっている。歌を歌いたいメンバーが私たちだった」と語った。
デビューミニアルバムの『Twinkle』は韓国語のアルバムであるにもかかわらず、アメリカのメインアルバムチャート「Billboard 200」で126位に入った。これは当時の韓国歌手の中での最高記録であり、本家である少女時代も達成していなかった。また、韓国の各種販売量集計サイトや音楽配信サイトでも、週間1位を獲得。ガオンチャートでは、2012年5月分の売り上げで13万9388枚を記録し、月間アルバムランキング1位を獲得した。
さらに、タイトル曲「Twinkle」は、ガオンチャート5月のデジタル音源総合ランキングでも1位を獲得。YouTubeで公開された本楽曲のミュージックビデオは公開から10日余りで1000万再生を突破。SBS「人気歌謡」、KBS「ミュージックバンク」、Mnet「M COUNTDOWN」、MBCミュージック「SHOW CHAMPION」を含む全ての番組においても、3週連続1位を獲得した。

## ディスコグラフィー
ミニアルバム
- 1st『Twinkle』（2012年5月2日）
- 2nd『Holler』（2014年9月18日）
- 3rd『Dear Santa - X-Mas Special』（2015年12月4日）

## 出演
- 2012 ドリーム・コンサート（2012年5月12日、ソウルワールドカップ競技場）

## 受賞歴
- 2012年 第6回Mnet 20's Choice トレンディ・ミュージック賞[8]